# Come on In...
Come on In... è il quarto album discografico di Santo & Johnny, pubblicato dall'etichetta discografica Canadian-American Records nel marzo del 1962.

## Tracce

### LP
Lato A
1. Spanish Harlem – 1:55 (Jerry Leiber, Phil Spector)
2. Birmingham – 2:00 (Bob "Hutch" Davie)
3. Aprile Showers – 2:24 (Louis Silvers)
4. Rattler – 2:38 (Santo Farina, Johnny Farina, Ann Farina)
5. Mack the Knife – 2:40 (Kurt Weill)
6. Theme from a Summer Place – 2:10 (Mack Discant, Max Steiner)

Lato B
1. Brazil – 2:10 (Ary Barroso, Bob Russell)
2. Goodnight Irene – 1:47 (Huddie William Ledbetter, John Lomax, Alan Lomax)
3. Love in Space – 2:32 (Santo Farina, Johnny Farina, Ann Farina)
4. Along the Navajo Trail – 2:20 (Larry Markes, Dick Charles, Eddie DeLange)
5. Hop Scotch – 1:55 (Santo Farina, Johnny Farina, Ann Farina)
6. Misty – 2:33 (Erroll Garner)

## Musicisti
- Santo Farina - chitarra steel
- Johnny Farina - chitarra
- Bob "Hutch" Davie - conduttore orchestra, arrangiamenti
- Hutch Davie Orchestra
- Ed Burton - note retrocopertina album originale

## Classifica
Singoli
| Anno | Titolo del brano | Classifica        | Posizione raggiunta |
| ---- | ---------------- | ----------------- | ------------------- |
| 1961 | Hop Scotch       | Billboard Hot 100 | 90                  |